# Katinger Watt

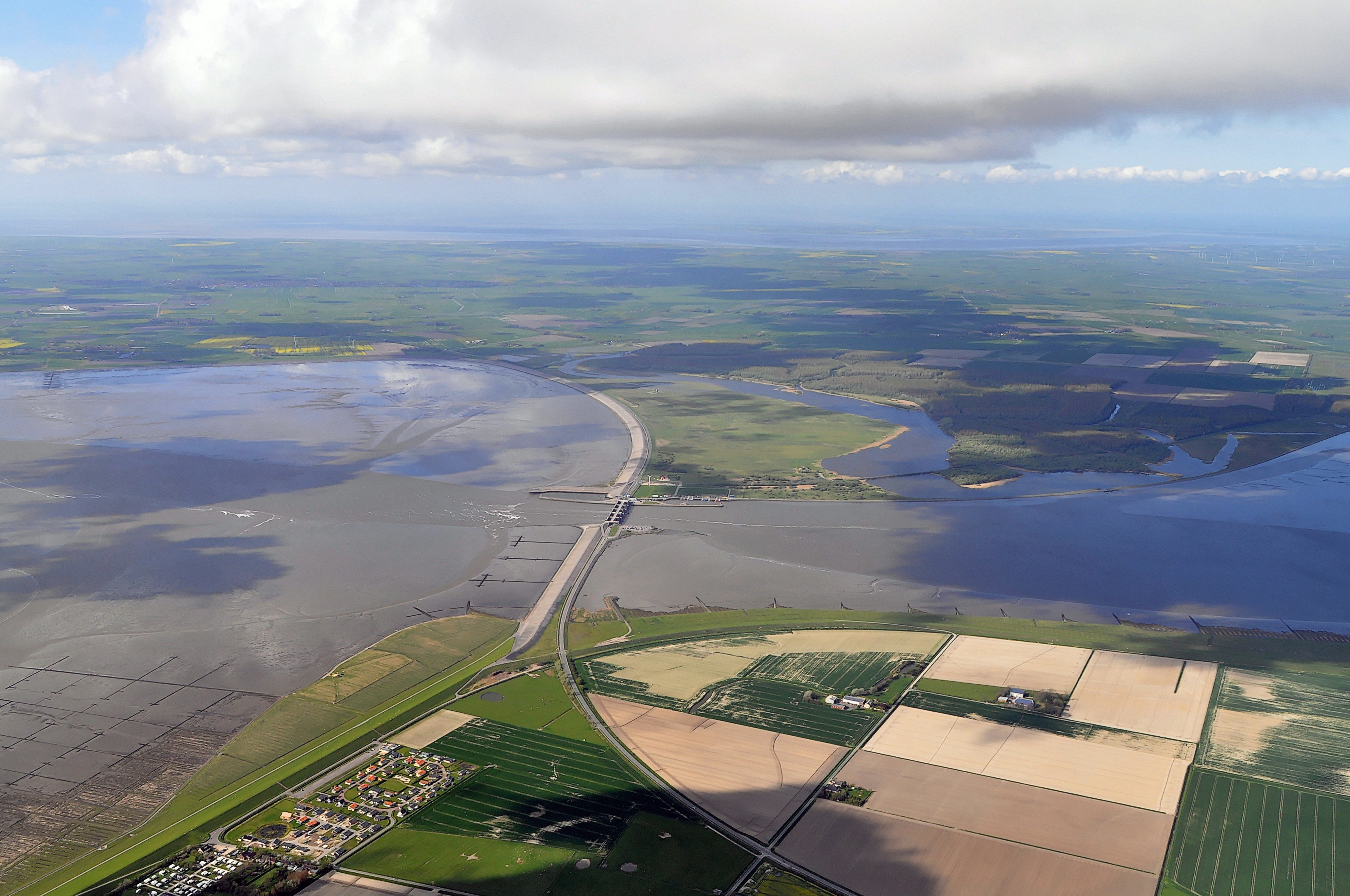
Eidersperrwerk mit Katinger Watt (rechts)

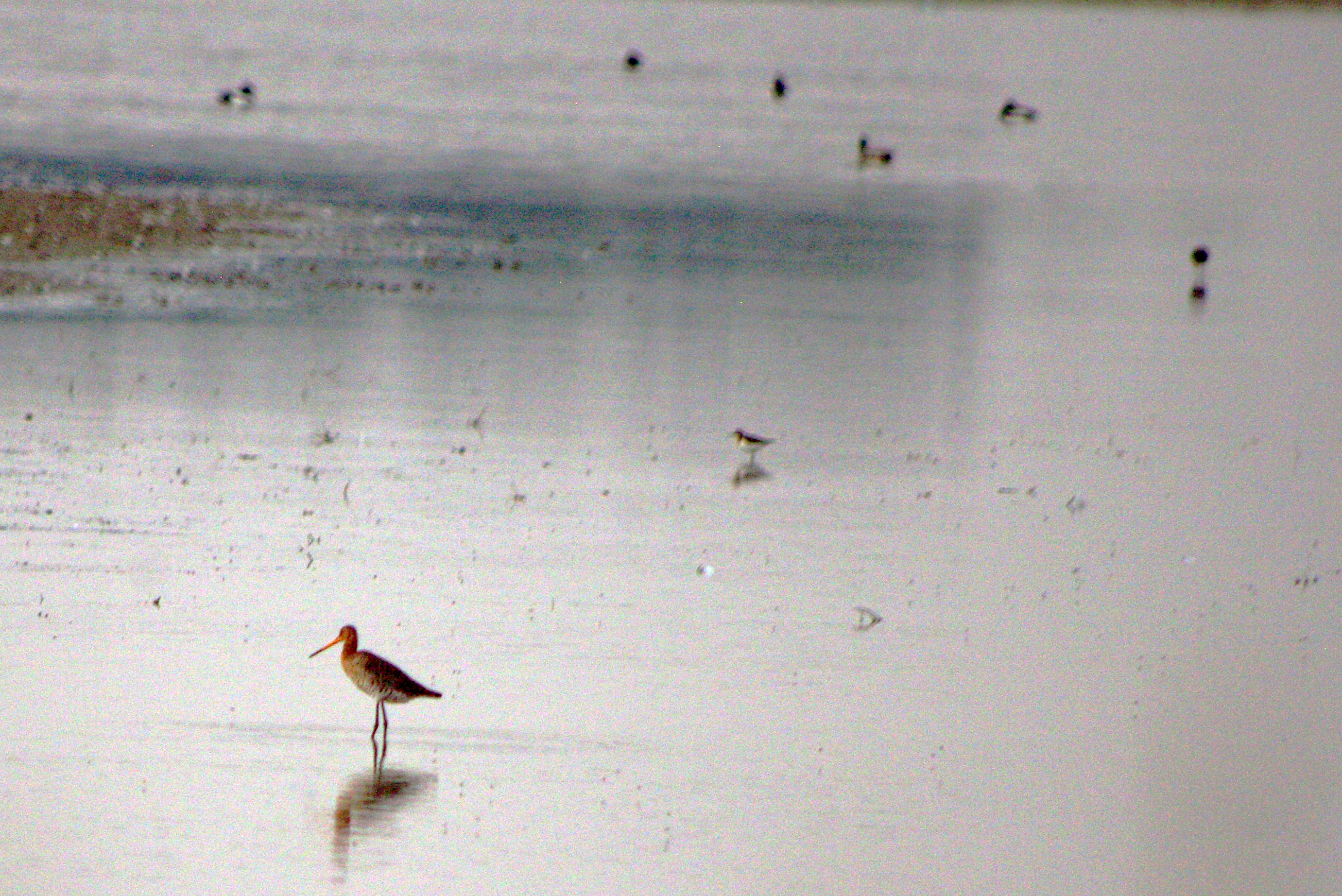
Uferschnepfe im Katinger Watt

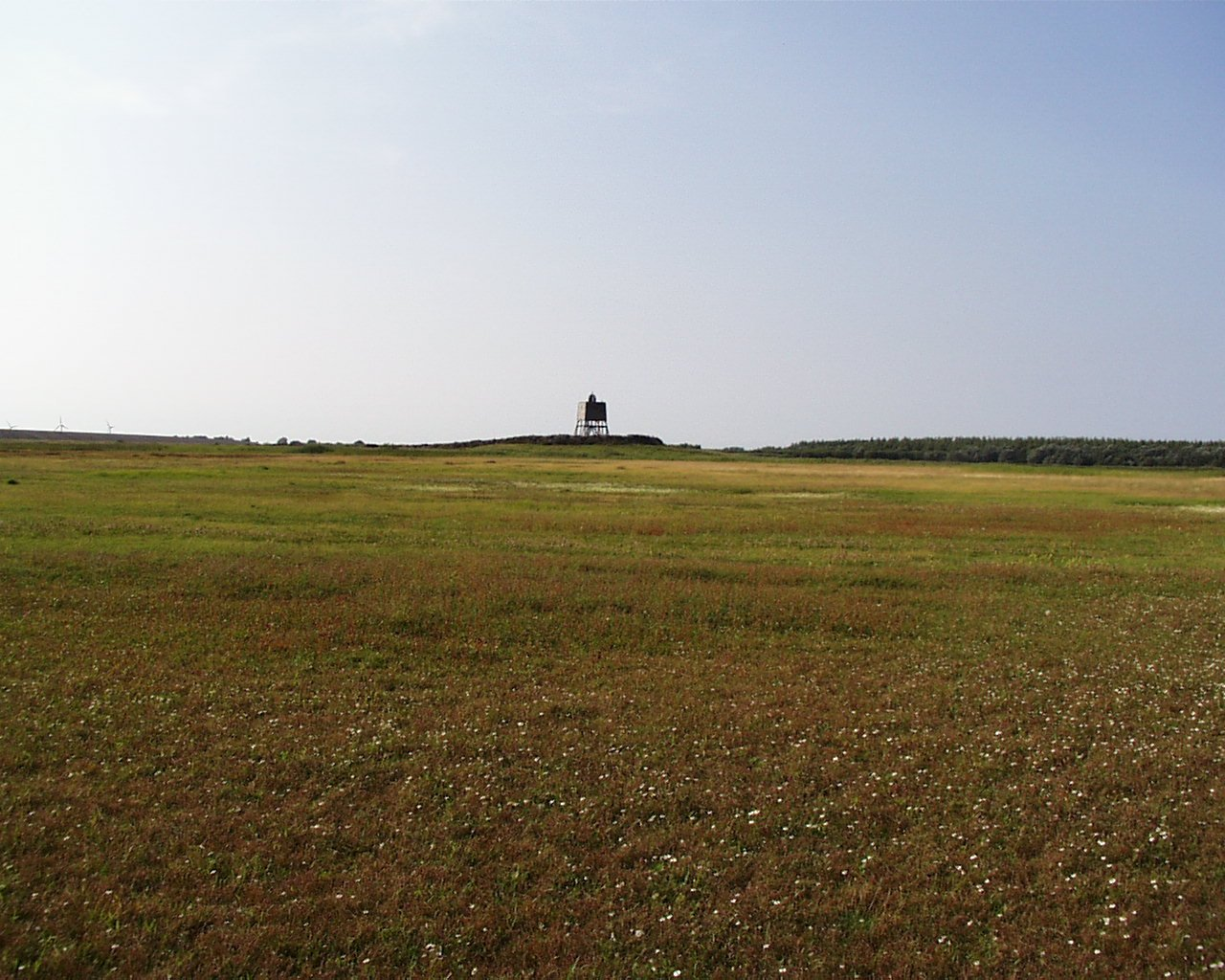
Blick von den Eiderdammflächen auf den Beobachtungsturm am Naturinformationsareal im Katinger Watt

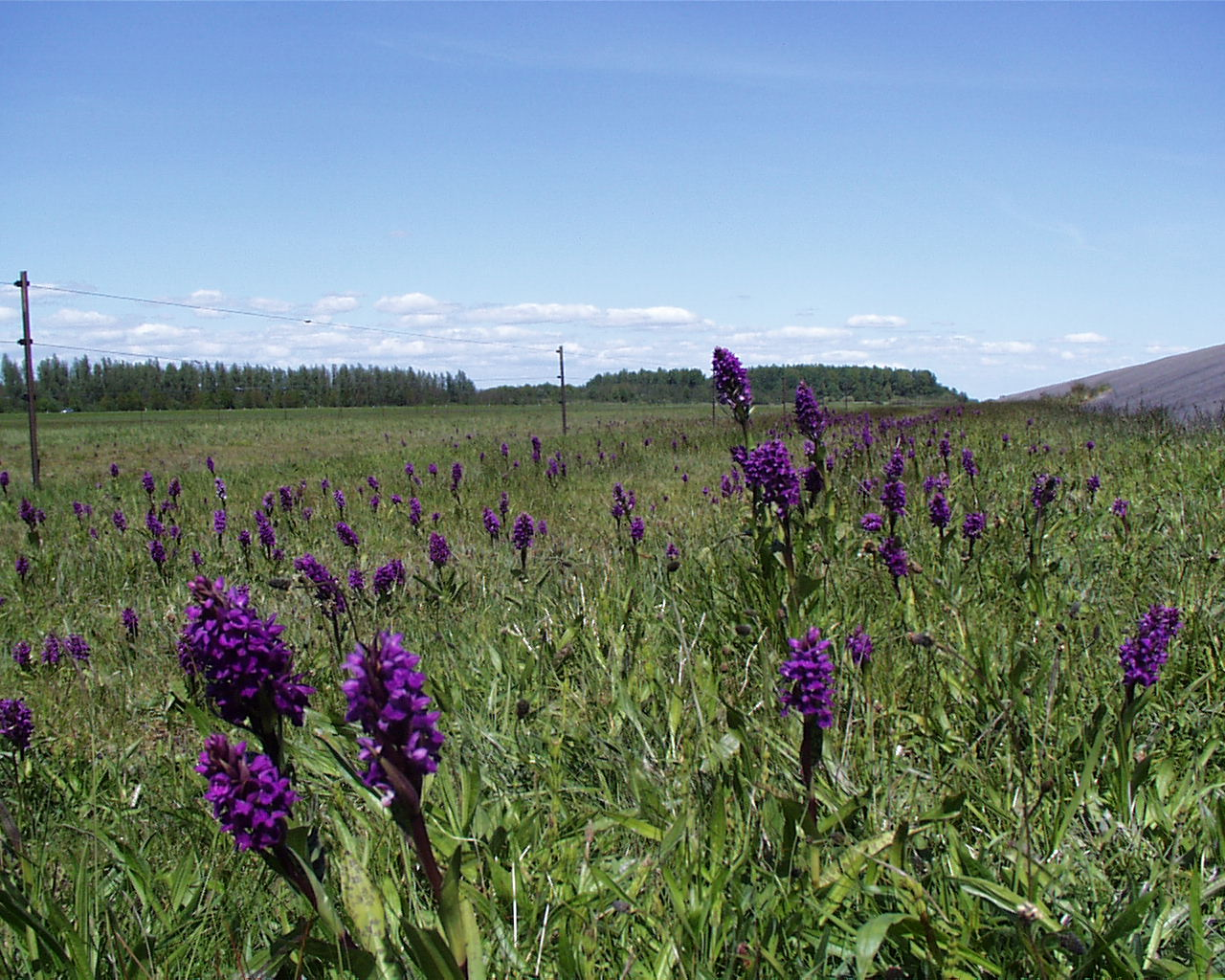
Knabenkraut im Nullgebiet am Eiderleitdamm im Katinger Watt

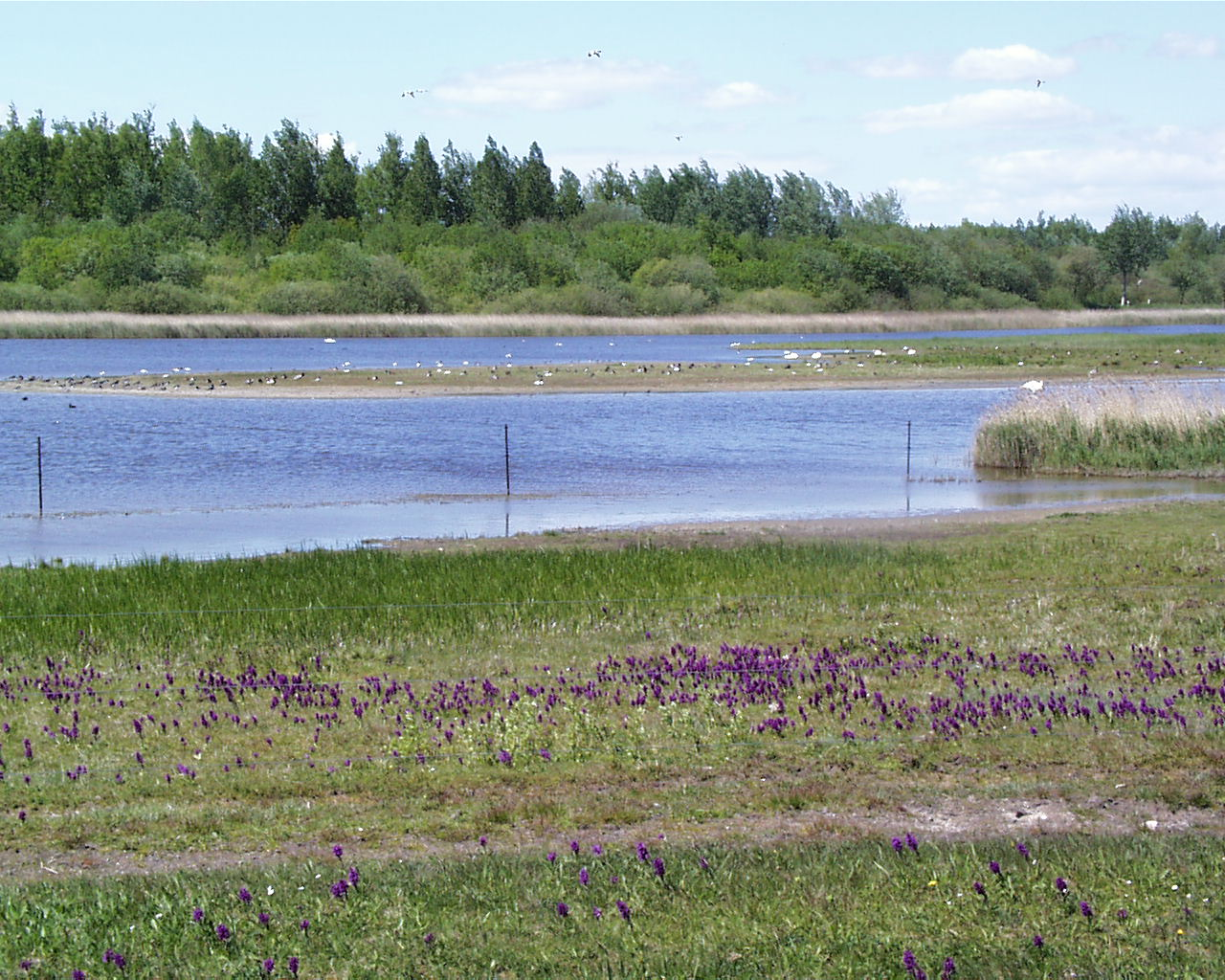
Das Nullgebiet im Katinger Watt mit Knabenkraut und Vogelbrutgebiet. Hier brüten Lachmöwen, Austernfischer, Küsten- und Zwergseeschwalbe, Brandente und Limikolen wie Rotschenkel

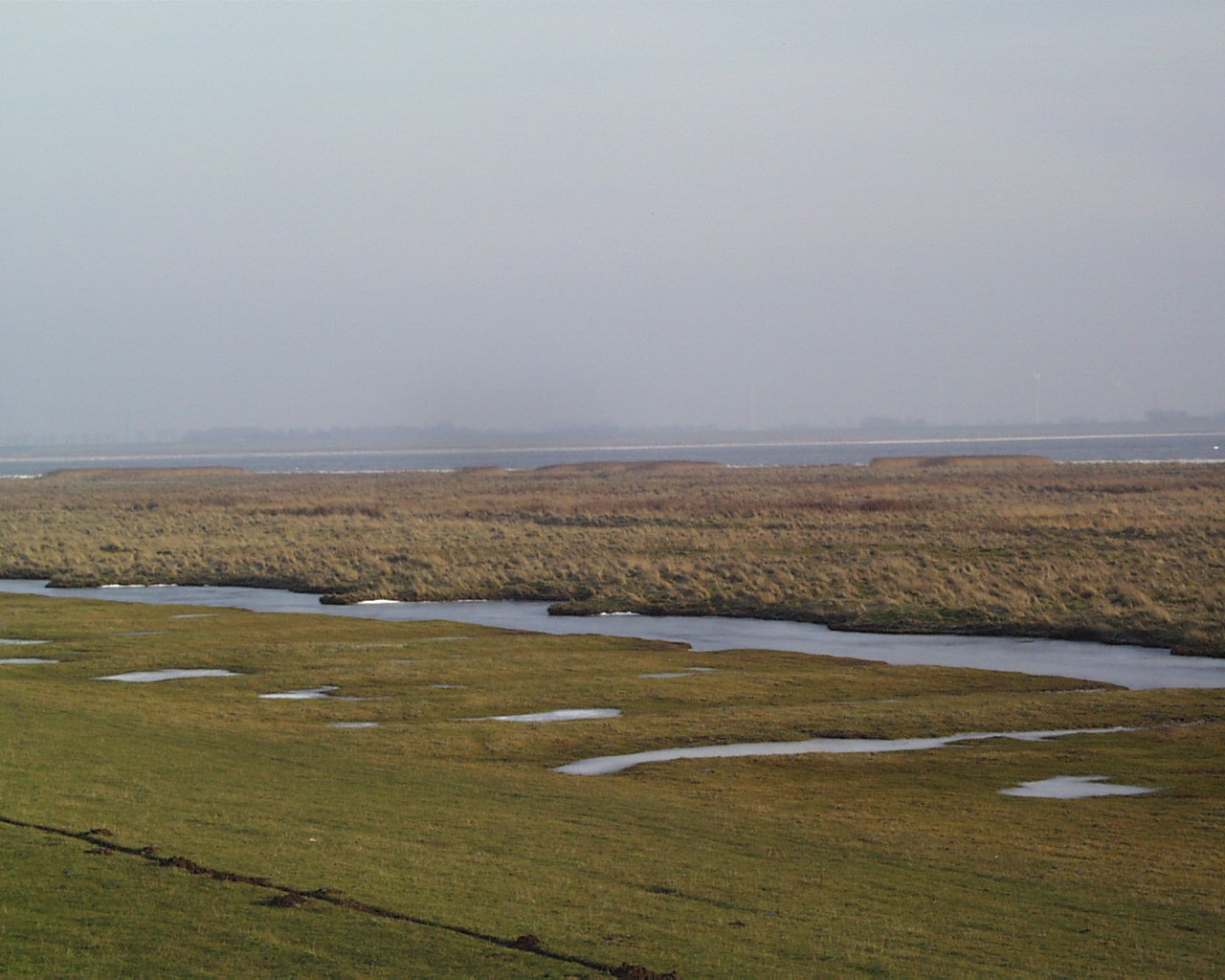
Das Olversumer Vorland im Winter

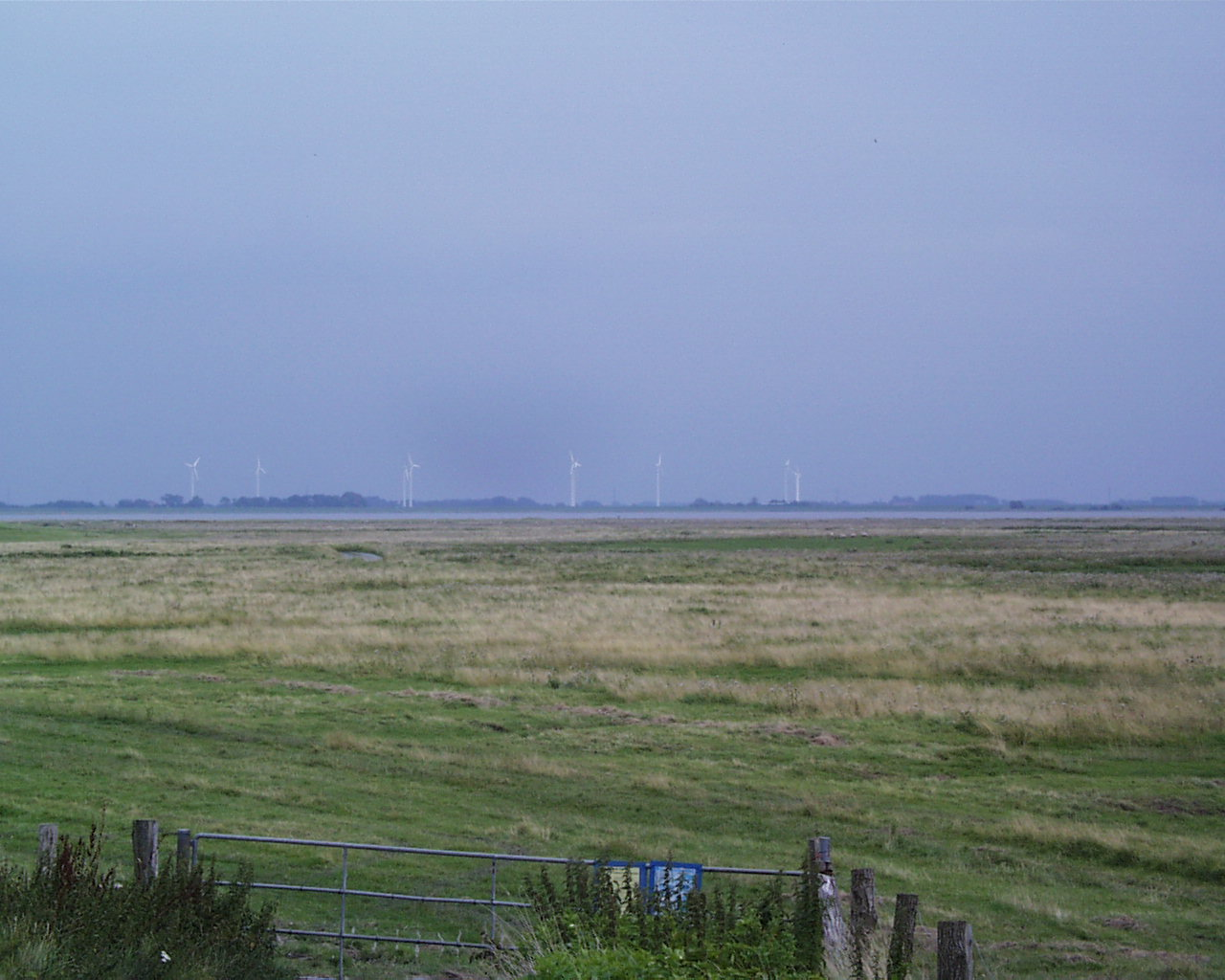
Blick über das Olversumer Vorland am Katinger Watt

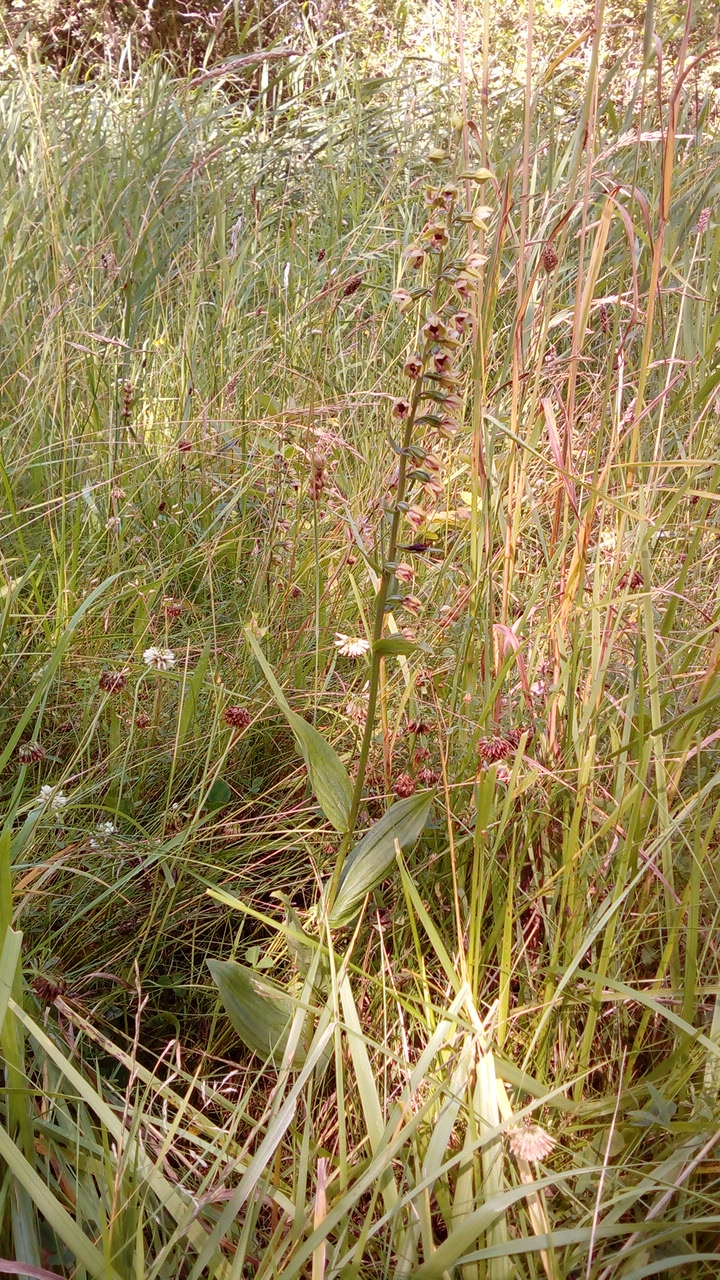
Breitblättrige Stendelwurz (Epipactis helleborine subsp. helleborine) im Katinger Watt am Stichweg an der Schutzgebietsgrenze

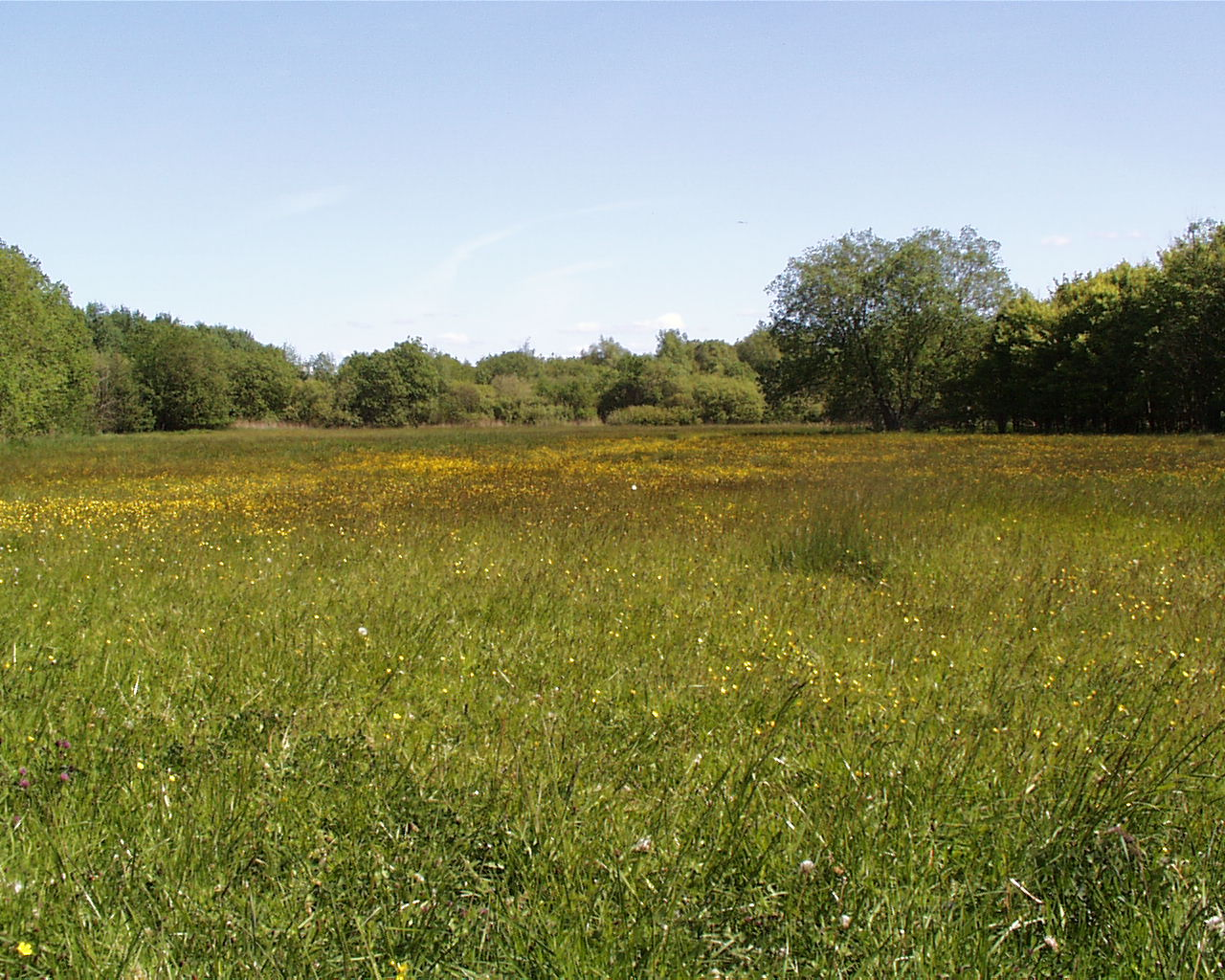
Waldwiese im Katinger Watt

Das Katinger Watt ist eine etwa 1500 Hektar große Fläche, die Bestandteil des EU-Vogelschutzgebietes „Ramsargebiet Schleswig-Holsteinisches Wattenmeer und angrenzende Küstengebiete“ im Süden Eiderstedts im Kreis Nordfriesland in Schleswig-Holstein ist; ein Teilbereich liegt auch im FFH-Gebiet „Untereider“. Das EU-Vogelschutzgebiet und das FFH-Gebiet gehören zur Natura-2000-Schutzgebietskulisse.

## Geographische Lage
Das Katinger Watt liegt zwischen Vollerwiek (Spannbüllhörn) und Großolversum vor Kating in der Eidermündung. Im Katinger Watt liegt das 1989 eingerichtete Naturschutzgebiet Grüne Insel mit Eiderwatt. Ebenfalls beherbergt es das EU-Vogelschutzgebiet „Ehemaliges Katinger Watt“ welches das Naturinformationsareal, den Katinger Priel, angrenzende Waldbereiche und die Eiderdammflächen beinhaltete. Des Weiteren befindet sich dort der Naturerlebnisraum Katinger Watt. Einst ein Wattgebiet im Mündungsgebiet der Eider, wurde es einschließlich der Grünen Insel (Peinsinsel) durch Landgewinnung trockengelegt und durch das Eidersperrwerk im Zuge des Eiderdammes und des Eiderleitdammes vor Überflutungen geschützt und der natürlichen Dynamik entzogen. Heute wird es zu einem Drittel landwirtschaftlich genutzt, der Rest ist zu einem weiteren Drittel bewaldet oder wird von Wasserflächen und Grünlandflächen eingenommen, die vorrangig dem Naturschutz dienen. In dieses Drittel fällt auch der Betriebshof des Sperrwerkes und der vom Fremdenverkehr genutzte Bereich an der Kreisstraße 41. Auf der anderen Flussseite der Eider liegt das Naturschutzgebiet Dithmarscher Eiderwatt, das 1989 geschaffen wurde, um die ökologischen Folgen des Eidersperrwerk-Baus abzumildern.

## Geschichtliches
Um 1900 entstand als Folge des Baus des Nord-Ostsee-Kanals (1895) in der Eidermündung die Grüne Insel (Peinsinsel) vor Großolversum. Der Name Peinsinsel wurde der Grünen Insel von der einheimischen Bevölkerung gegeben, weil der Tönninger Bürger und Jagdpächter Edleff Ferdinand Peins auf der Insel mit seinen Jagdgehilfen der Vogeljagd nachging. Da die beiden dort viel Zeit verbrachten, wurden sie Robinson und Freitag genannt. Wie das Olversumer und das Katinger Vorland wurde auch die Grüne Insel durch Landgewinnungsmaßnahmen (Lahnungsfelder) vergrößert.
Hierzu wurde 1928 ein Lorendamm errichtet, der vom Marienhof zum Schafsberg, auf dem heute der Kiek ut steht, führte. Die Kreisstraße 41 folgt dem Verlauf des Dammes bis kurz vor dem Schafsberg. Beim Marienhof befand sich ein Bauschuppen, der heute das Naturinfozentrum Spökenkieker beherbergt, in dem der Verein Grüne Insel Eiderstedt, welcher den Naturerlebnisraum Katinger Watt betreut, sich vorstellt. Ein erster Damm (1911 errichtet) ging verloren. 1911 begann auch die Weidenutzung auf der Grünen Insel. Zusätzlich befand sich zwischen Großolversum und der Grünen Insel eine Holzbrücke über den Norderlochgraben, der als Nebenarm des Purrenstromes die Grüne Insel vom Festland trennte.
Die Grüne Insel war von 1927 bis 1939 ein unter Schutz stehendes Vogelbrutgebiet, das vom Verein Jordsand betreut wurde. Dieses führte wohl auch dazu, dass sich der Name Grüne Insel wieder durchsetzte.
Mit dem Bau des Eidersperrwerkes im Zuge des Eiderdammes von 1967 bis 1973 und dem Eiderleitdamm ging die Grüne Insel in das sogenannte Katinger Watt mit ein. Heute erinnert im Wesentlichen die alte Abbruchkante innerhalb des Naturschutzgebietes Grüne Insel mit Eiderwatt sowie am Rande der Ackerflächen im Naturerlebnisraum Katinger Watt an die ehemalige Insel. Eine weitere Folge des Sperrwerkbaus ist die Aussüßung der Eider. Dieses lässt sich an der Verlagerung und dem Rückgang der Brackwasserröhrichte sowie dem Rückgang der Salzwiesenvegetation feststellen.
Ebenso sind die Bestände von Herzmuschel, Seeringelwurm und Wattwurm deutlich zurückgegangen.

## Räumliche Gliederung
Das Katinger Watt besteht zu jeweils einem Drittel aus unterschiedlich genutzten Räumen. Dieses sind das Vorranggebiet für Naturschutz (ehemals Fremdenverkehrs-Vorbehaltsfläche), der Wald und die Ackerflächen.

### Ackerflächen
Die Ackerflächen werden intensiv teils konventionell, teils nach Bioland-Richtlinien bewirtschaftet. Die Flächen gehören einer landeseigenen Privatgesellschaft und werden an die Landwirte verpachtet. Angebaut werden Getreide, hauptsächlich Weizen, Mais und Hafer, Raps, Kartoffeln und zeitweilig auch Spargel.

### Wald
Der Wald nimmt ca. 495 ha Fläche ein und gliedert sich in 70 ha Eschen-Edellaubwald, 66 ha Eichenwald und 180 ha anderer Laubwald mit Pappeldominanz. Hinzu kommen ca. 123 ha offene Flächen (Waldwiesen, Gewässer). Der nicht landschaftstypische Wald wurde angelegt, um der einheimischen Tourismuswirtschaft einen Erholungsraum zu geben. Dazu musste der Wattboden entsalzt und mit Humus versehen werden. Daher wurden Gräser und Senf ausgesät, um die Erosion zu verhindern und Humus zu bilden, und die Vorflut, also der Wasserhaushalt, geregelt. Als Nächstes wurden Pionierbaumarten angepflanzt, in deren Schutz die Zielbaumarten aufwachsen konnten. Da der Wald ursprünglich als Erholungswald angelegt wurde, bestehen ein gut erschlossenes Wanderwegenetz und Schutzunterkünfte im Wald. Reitwege sind nur noch in Resten vorhanden, da diese oft parallel zu den Wanderwegen verliefen und somit entbehrlich waren. Im Wald findet sich nahe dem Parkplatz „Schute“ ein Boot. Dieses wurde als Ersatz für eine Bauschute aufgestellt, die daran erinnern sollte, dass sich der Wald auf ehemaligem Meeresboden befindet. Der Wald beherbergt den Naturerlebnisraum Katinger Watt, einen Naturlehrpfad und eine Art Abenteuerspielplatz.
Seit 2012 gibt es im Wald auch Wildschweine. Von Anfang an wurde im Wald die Jagd ausgeübt. Die Landesforst wurde angewiesen, wirtschaftlich zu arbeiten, daher hat die Gewinnung von Holz an Bedeutung gewonnen. Die Landesforst ist ebenso angehalten, den Bedürfnissen des Naturschutzes Rechnung zu tragen, auch deshalb wurde, seitdem der Seeadler im Katinger Wald brütet, eine Schutzzone um den Seeadlerhorst eingerichtet. Der Horst kann in Höhe eines Altpriels (Waldsee) von der Kreisstraße aus gesichtet werden.

### Naturschutzflächen
Die offenen Naturschutzflächen dienen dem Schutz der bodenbrütenden Wiesen- und Watvögel. Da der Boden aussüßt, wäre das Endstadium einer Sukzession ein Wald. Dieser wäre kein Lebensraum der Bodenbrüter. Deshalb müssen die Flächen durch Beweidung und Mahd offen gehalten werden und die Gräben und Altpriele angestaut werden. Im Nullgebiet hatte man in der Vergangenheit auf den Salzgehalt im Boden gesetzt, obwohl im benachbarten Wald an der Auswaschung und Entsalzung des Bodens gearbeitet wurde. Folge war eine Verbuschung, die eine Entkusselung der Flächen erforderlich machte. Seitdem wird das Nullgebiet beweidet und gemäht. Hiervon profitieren die Orchideen. Die Eiderdammflächen waren ursprünglich für den Fremdenverkehr vorgesehen. Hier sollten Hotelanlagen, Feriendörfer, Campingplätze und ein Golfplatz errichtet werden. Widerstände durch Bürgerinitiativen aber auch die Naturschutzarbeit des NABU, damals Deutscher Bund für Vogelschutz, konnten dieses bisher verhindern. Heute sind die Flächen Teil der Natura 2000 Schutzgebietskulisse und somit geschützt. Die touristische Nutzung beschränkt sich heute auf einen Bereich an der Kreisstraße zwischen Katinger Priel und Sperrwerk. Hier befinden sich eine Badestelle (Gemäß einer Beschlussfassung des Kreises Nordfriesland, wurde der Gemeingebrauch des Katinger Prieles und des sogenannten Speicherbeckens neugeregelt, woraus sich ein Verbot der Freizeit Nutzungsaktivitäten, wie baden, surfen usw.ergibt.) und zwei Gastwirtschaften. Weitere Gastwirtschaften gibt es im Pavillon am Eidersperrwerk und in Katingsiel. In der Vergangenheit befand sich am Katinger Priel auch ein Treet- und Ruderbootverleih, ebenso eine Surfschule, als Surfgebiet hat der Katinger Priel jedoch an Bedeutung verloren. Das Angeln in den Gewässern ist nicht erlaubt. Lediglich der Norderlochgraben zwischen Katingsiel und der Kreisstraße ist an den Kreis Anglerverein Nordfriesland verpachtet. Der Bereich am Katinger Priel sowie die Schankwirtschaft in Katingsiel dienten beim Film Zwei für alle Fälle – Ein Song für den Mörder mit Jan Fedder als Kulisse.

## Tiere im Katinger Watt

### Vögel
Seine besondere Bedeutung hat das Katinger Watt der vorkommenden Vogelwelt zu verdanken. Hier sind sowohl Brut- als auch Rastvögel von Bedeutung. Für viele Arten hat Deutschland eine besondere Verantwortung, womit sich auch die verschiedenen Schutzkategorien des Katinger Wattes begründen.
Es wurden in den Jahren 2002 bis 2006 zahlreiche Brutvögel festgestellt: Zwergtaucher, Haubentaucher, Rothalstaucher, Rohrdommel, Höckerschwan, Graugans, Nonnengans, Nilgans, Brandente, Pfeifente, Schnatterente, Krickente, Stockente, Spießente, Knäkente, Löffelente, Tafelente, Reiherente, Eiderente, Mäusebussard, Seeadler, Rohrweihe, Wiesenweihe, Habicht, Turmfalke, Wanderfalke, Fasan, Rebhuhn, Wachtel, Wasserralle, Tüpfelralle, Wachtelkönig, Teichralle, Blässralle, Austernfischer, Säbelschnäbler, Flussregenpfeifer, Sandregenpfeifer, Seeregenpfeifer, Kiebitz, Kampfläufer, Bekassine, Uferschnepfe, Rotschenkel, Schwarzkopfmöwe, Lachmöwe, Sturmmöwe, Silbermöwe, Mantelmöwe, Flussseeschwalbe, Küstenseeschwalbe, Trauerseeschwalbe, Sumpfohreule, Kuckuck, Eisvogel, Feldlerche, Wiesenpieper, Schafstelze, Bachstelze, Blaukehlchen, Feldschwirl, Rohrschwirl, Schilfrohrsänger, Sumpfrohrsänger, Teichrohrsänger, Bartmeise, Beutelmeise, Rabenkrähe, Kolkrabe, Bluthänfling und Rohrammer.
Bei manchen wurde die Brut erstmals festgestellt. Andere wurden im genannten Zeitraum das letzte Mal festgestellt. Neben den aufgelisteten Brutvögeln kommen im Wald und in den Gehölzen im Ackerlandbereich auch die bekannten Gartenvögel wie Amsel, Singdrossel, in Nistkästen Feld- und Haussperling, Blaumeise und Kohlmeise vor, ebenso die Heckenbraunelle.
Das Katinger Watt wird regelmäßig von Rastvögeln wie beispielsweise Blässgänsen, Nonnengänsen, Goldregenpfeifern, Pfeifenten, Singschwänen und Zwergschwänen aufgesucht. Anders als die Brutvögel machen diese Arten nur Zwischenlandung auf ihrem Flug oder überwintern im Katinger Watt. Unter den Zugvögel finden wir zuweilen auch Irrgäste wie Streifengans, Nilgans, Skua und Trauerschwan. Auch wurden schon Löffler, Silberreiher, Pirol und Rotdrosseln im Katinger Watt angetroffen.
Weitere Seltenheiten sind Teichwasserläufer, Stelzenläufer, Sandstrandläufer, Rothalsgans, Zwerggans, Thorshühnchen und Steppenweihe. Regelmäßige Seltenheiten, wie Terekwasserläufer, Gelbrauen Laubsänger, Graubrust-Strandläufer und die Isländische Unterart der Uferschnepfe sind ebenfalls angetroffen wurden. In den 1990er-Jahren wurde das Katinger Watt in den Sommerabenden regelmäßig als Nachtquartier von zahlreichen Starenschwärmen aus dem Umland aufgesucht. Die Starenschwärme boten dabei mit ihren Formationen ein atemberaubendes Naturschauspiel.

### Sonstige Tiere

#### Säugetiere
An Säugetieren finden sich im Katinger Watt: Erdmaus, Zwergmaus, Waldspitzmaus, Waldmaus, Zwergspitzmaus, Mauswiesel, Maulwurf, Wasserspitzmaus, Feldmaus, Bisam, Feldhase, Kaninchen, Reh, Fuchs, Steinmarder, Wildschwein (seit 2012), Breitflügelfledermaus, Abendsegler, Teichfledermaus, Zwergfledermaus und Wasserfledermaus. Auf den vorgelagerten Wattflächen können Seehunde beobachtet werden. Auch der Gewöhnliche Schweinswal kann gelegentlich in der Eidermündung gesichtet werden.
Mitunter werden auch ausgesetzte Haustiere angetroffen, die bisher vom Naturzentrum vermittelt werden konnten, hauptsächlich Hauskatzen, aber auch Hunde und Zwergkaninchen. Ein Hauskaninchen mit schwarzem Fell hatte sich vor der Seuche erfolgreich mit einem Wildkaninchen verpaart. Kaninchen mit schwarzem Fell konnten deshalb einige Jahre lang beobachtet werden. Der gesamte Kaninchenbestand wurde jedoch durch eine Seuche sehr stark dezimiert. Eine zu den Reptilien zählende, ausgesetzte Schildkröte, wurde in einem Baggersee direkt beim Naturzentrum Katinger Watt im Naturinformationsareal festgestellt. Man kann auch die zur Beweidung eingesetzten Nutztiere sehen. Dieses sind Schafe der Rassen Deutsches Schwarzköpfiges Fleischschaf, Weißköpfiges Fleischschaf und Texel, Shetlandponys, aber auch Reitpferde, Rinder der Rassen Galloway, Angus, Shorthorn und Highlander. Zum Weidevieh gehören seit geraumer zeit auch Wasserbüffel im Naturinformationsareal vor den Beobachtungshütten. Auch wurden im Naturinformationsareal probehalber Ziegen gehalten. Wie ein Besuch des Katinger Wattes 2016 zeigte, wurde die Schafbeweidung durch Rinderbeweidung ersetzt. Die Schafe sind nur noch unmittelbar am Mitteldeich anzutreffen.

#### Amphibien
Das Spektrum der Amphibien ist gering. Der Moorfrosch ist hier eine der zu schützenden Arten. Außerdem wurden Grasfrosch, Teichfrosch und Erdkröte festgestellt.

#### Reptilien
Es sind keine Reptilienvorkommen bekannt. Die ursprünglich in der Eidermündung verbreiteten Arten, wie Blindschleiche und Ringelnatter, gelten hier als ausgestorben oder sind nicht eingewandert.

#### Fische
Die Gewässer im Katinger Watt geben auch Fischen einen Lebensraum. Die Eidermündung selbst ist zwischen Eiderbrücke und Eidersperrwerk ein Küstengewässer im fischereirechtlichen Sinne. Im schifffahrtrechtlichen Sinne ist sie bis zur Kanaleinfahrt bei Lexfähre ein Küstengewässer. Die an die Eidermündung grenzenden Gewässer sind fischereirechtlich Binnengewässer. Die Binnengewässer und das Küstengewässer stehen in Wechselwirkung. Die Gewässer des Katinger Wattes gehören zur Kaulbarsch-Flunder-Region. In der Untereider finden wir beim Seetierfang häufig: Stint, Scholle, Grundeln, Flunder, Dreistacheligen Stichling, Seezunge, Seenadeln, Dorsch und Scheibenbauch. Seltener sind: Steinpicker, Hering, Aalmutter, Aal, Wittling, Seeskorpion, Fünfbärtlige Seequappe, Steinbutt, Butterfisch, Kliesche, Zander und Seeteufel. Bei der Auswertung illegal aufgestellter Reusen im Katinger Priel, die sichergestellt wurden, hat sich die Karausche als sehr häufig gezeigt. Auf diese Weise wurden auch Flussbarsche festgestellt. Eine weitere Art, die wir antreffen ist die Sandgrundel. Laut Steckbrief FFH-Gebiet Untereider kommen auch Finte, Rapfen, Flussneunauge und Meerneunauge vor.

#### Insekten, Spinnen und Schnecken
Wegen der Vielzahl an Arten werden hier nur einzelne Arten erwähnt.
Schnecken: Weinbergschnecke, Bänderschnecken, Wegschnecken, Posthornschnecke, Spitzschlammschnecke und weitere Arten.
Insekten: Hornisse und weitere soziale und solitäre Wespenarten, Honig-, Sand- und Holzbienen und Hummelarten (z. B. Erdhummel), diverse Käfer wie Ölkäfer, Aaskäfer (z. B. Totenkopf), Marienkäfer, Feuerkäfer, Körniger Laufkäfer und weitere Käferarten, diverse Fliegen und Mücken, Fransenflügler und Libellen wie blaugrüne Mosaikjungfer, gemeine Pechlibelle, großer Blaupfeil und Plattbauch. An Schmetterlingen finden wir das Blutströpfchen, Distelfalter, Tag- und Nachtpfauenauge, Admiral, Hauhechelbläuling, Kleiner Heufalter, Trinkerin, Großes Ochsenauge und Kleiner Fuchs.
Auch Grashüpfer wie das große Heupferd können angetroffen werden.
Spinnen: Kreuzspinne, Mauer-Zebraspringspinne, Wespenspinne, Lederzecken (Holzbock) und weitere Arten.

## Pflanzenwelt im Katinger Watt
Die Pflanzenwelt wird hier wegen der Vielfalt nur angeschnitten. Je nach Bodenbeschaffenheit und topographischer Höhe gibt es unterschiedliche Pflanzengemeinschaften. Ich beschränke mich hier auf eine Auflistung einiger Arten.
Im Katinger Watt finden wir neben dem Knabenkraut (geflecktes, fleischfarbenes und übersehenes) weitere Arten. Dazu gehören: Klappertopf, Wiesenplatterbse, Lupine, Vergissmeinnicht, diverse Gräser, darunter Schilf, Rohrglanzgras, Knaulgras, Honiggras (weiches und wolliges), Kammgras, Rotschwingel, Trespen und weitere Rispengräser, ferner Binsen (z. B. Flatterbinse) und Seggen wie Stranddreizack. Weitere Pflanzen sind: Queller, Strandaster, Distel- und Löwenzahnarten, Mauerpfeffer, Wegwarte, Wilde Möhre, Schafgarbe, Oregano, echtes Labkraut, Natternkopf, Saat- und Klatschmohn, Wiesenmargaritte, Graukresse, Pastinak, Wassertost, Vogelwicke, Wiesenflockenblume, Hasen-, Rot-, Weiß-, Horn-, Erdbeer- und Wundklee, Spitz- und Breitwegerich, Ackerschachtelhalm, Moschusmalve, strahllose und gemeine Kamille, sowie Wasserlinsen. Moose, Pilze und Flechten sind bis dato nicht näher kartiert. Erwähnt sei der auffällige Tintling.

## Betreuung
Der Naturerlebnisraum Katinger Watt wird vom Verein Grüne Insel Eiderstedt betreut (Die Federführung haben die Kreisjägerschaft Eiderstedt und die Landesforsten). Das Naturschutzgebiet Grüne Insel mit Eiderwatt, sowie die Eiderdammflächen einschließlich des Naturinformationsareals und des Katinger Priels (EU-Vogelschutzgebiet ehemaliges Katinger Watt) werden vom NABU Schleswig-Holstein betreut. Der NABU unterhält hierzu im Lina-Hähnle-Haus, dem ehemaligen Anwesen des Künstlers Hein Hoop, das NABU Naturzentrum Katinger Watt. Die übergeordnete Betreuung wird von der Integrierten Naturschutzstation Eider-Treene-Sorge und Westküste, überwacht und umgesetzt. Der Wald wird von der Landesforsten Schleswig-Holstein betreut und bewirtschaftet. Der Seeadler wird von der Projektgruppe Seeadlerschutz
Schleswig-Holstein betreut.

## Panorama

Panoramaaufnahme vom Beobachtungsturm auf den Eiderdammflächen am Rande des Naturinformationsareals, nahe der L305 nördlich des Eidersperrwerks.